# Spiroctenus punctatus
Spiroctenus punctatus är en spindelart som beskrevs av Hewitt 1916. Spiroctenus punctatus ingår i släktet Spiroctenus och familjen Nemesiidae. Inga underarter finns listade i Catalogue of Life.